# Deepest Purple: The Very Best of Deep Purple
Deepest Purple: The Very Best of Deep Purple kompilacijski je album britanskog hard rock sastava Deep Purple, kojeg 1980. godine u Velikoj Britaniji objavljuje diskografska kuća, 'EMI', a u Sjedinjenim Državama 'Warner Bros.'
Kompilacija sadrži sve njihove uspješnice koje su objavljene do tada. Album je uz pomoć TV promidžbe, postao treće Purpleovo izdanje koje dolazi na #1 britanske Top ljestvice.
Novije izdanje koje je na CD-u objavila izdavačka kuća 'Rhino', sadrži sve ove skladbe i još tri nove koje su također poredane kronološkim redom.

## Popis pjesama
Sve pjesme skladali su Blackmore-Gillan-Glover-Lord-Paice, osim gdje je drugačije naznačeno.
1. "Black Night" – 3:28
  -  #2 Top singlova
2. "Speed King" – 5:04
  -  #4 Top albuma In Rock
3. "Fireball]"  – 3:25
  -  #1 Top albuma Fireball
4. "Strange Kind of Woman" – 3:52
  -  #8 Top singlova
5. "Child in Time" – 10:20
  -  #4 To albuma In Rock
6. "Woman From Tokyo" – 5:51
  -  #4 Top albuma Who Do We Think We Are
7. "Highway Star" – 6:07
  -  #1 Top albuma Machine Head
8. "Space Truckin'" – 4:33
  -  #1 Top albuma Machine Head
9. "Burn" (Blackmore-Lord-Paice-Coverdale) – 6:02
  -  #3 Top albuma Burn
10. "Stormbringer" (Blackmore-Coverdale) – 4:06
  -  #6 Top albuma  Stormbringer
11. "Demon's Eye" – 5:22
  -  #1 Top albuma Fireball
12. "Smoke on the Water" – 5:40
  -  #1 Top albuma Machine Head

## Izvođači
- Ritchie Blackmore - prva gitara
- Ian Gillan - vokal
- Roger Glover - bas-gitara, vokal
- Jon Lord - orgulje, klavijature, vokal
- Ian Paice - bubnjevi

 Pjesme 9 i 10:
- Ritchie Blackmore - prva gitara
- David Coverdale - vokal
- Glenn Hughes - bas-gitara, vokal
- Jon Lord - orgulje, klavijature, vokal
- Ian Paice - bubnjevi

- Masterd - Nick Webb u 'Abbey Road Studios'
- Izrađeno - EMI u vezi s Ianom Paiceom

## Vanjske poveznice
- Discogs.com - Deep Purple - Deepest Purple: The Very Best of Deep Purple